# Dreifaltigkeitskirche (Wiebelskirchen)

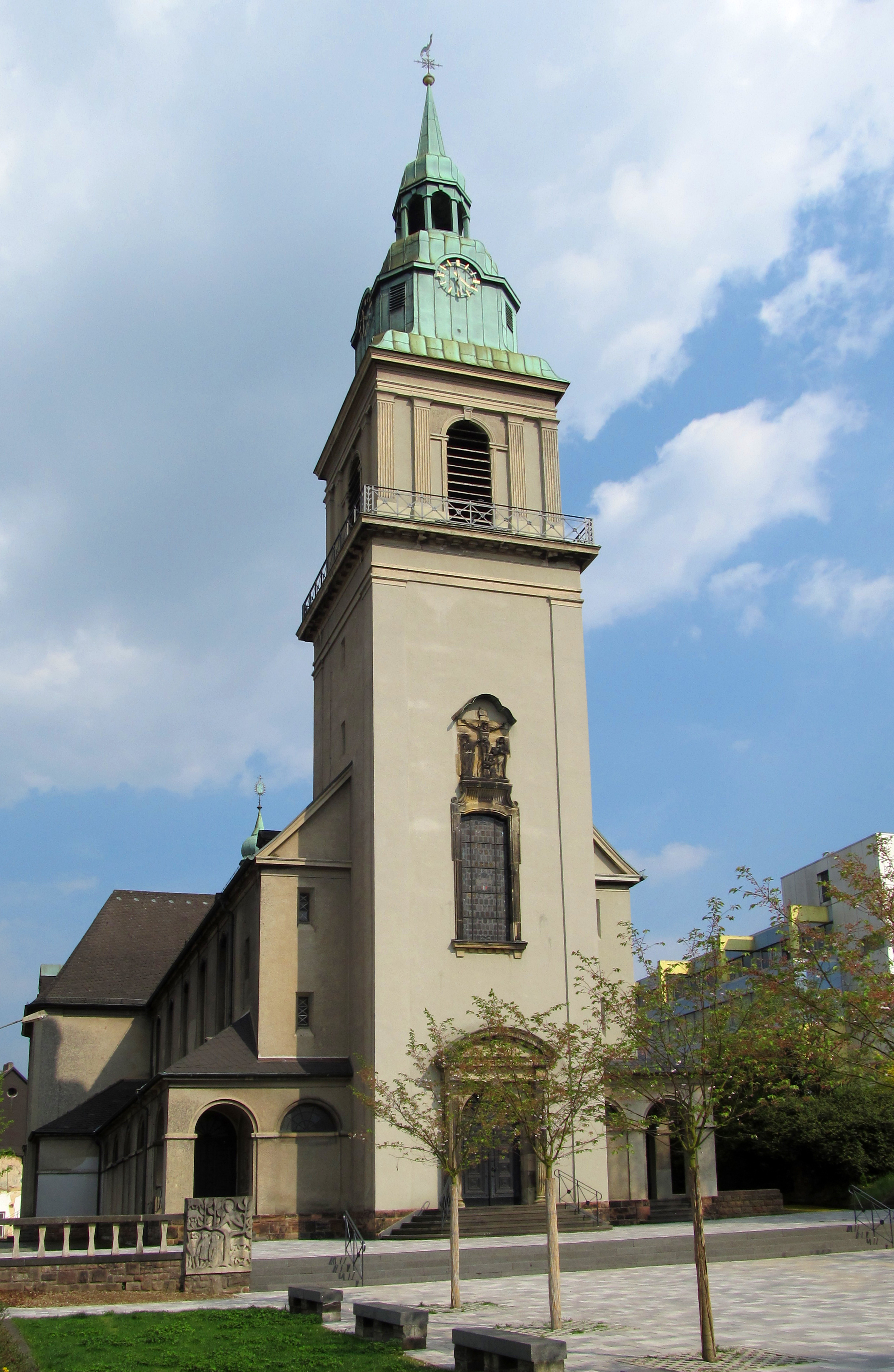
Die Dreifaltigkeitskirche in Wiebelskirchen

Die Dreifaltigkeitskirche (Pfarrkirche Zur Heiligsten Dreifaltigkeit) ist eine römisch-katholische Pfarr- und Wallfahrtskirche in Wiebelskirchen, einem Stadtteil der saarländischen Kreisstadt Neunkirchen. Sie trägt das Patrozinium der Heiligen Dreifaltigkeit (auch Trinitatis oder Dreieinigkeit). In der Denkmalliste des Saarlandes ist das Kirchengebäude als Einzeldenkmal aufgeführt.

## Geschichte
Am 1. Mai 1898 wurde in Wiebelskirchen eine selbständige Seelsorge mit eigenen Gottesdiensten eingerichtet, die mangels eines eigenen Kirchengebäudes im sogenannten Betsaal des neu erbauten Pfarrhauses stattfanden. Der mit primitiven Bänken ausgestattete Betsaal diente als Notkirche.
Am 29. Mai 1915 wurde der Grundstein für das heutige nach Plänen der Architekten Peter Marx und Gracher (Trier) errichtete Gotteshaus gelegt. Die örtliche Bauleitung übernahmen zunächst ebenfalls die Architekten Marx und Gracher, dann Karl Kremer (Saarbrücken) stellvertretend für die in den Ersten Weltkrieg eingezogenen Architekten. Für die Ausführung zeichnete Bauunternehmer Franz Emmerich (Neunkirchen) und für die Zurichtung der Werksteine die Firma Johann Gehl (Fraulautern) verantwortlich. Am 4. Juni 1916 wurde die fertiggestellte Kirche durch den Trierer Weihbischof Antonius Mönch eingeweiht.

## Architektur und Ausstattung

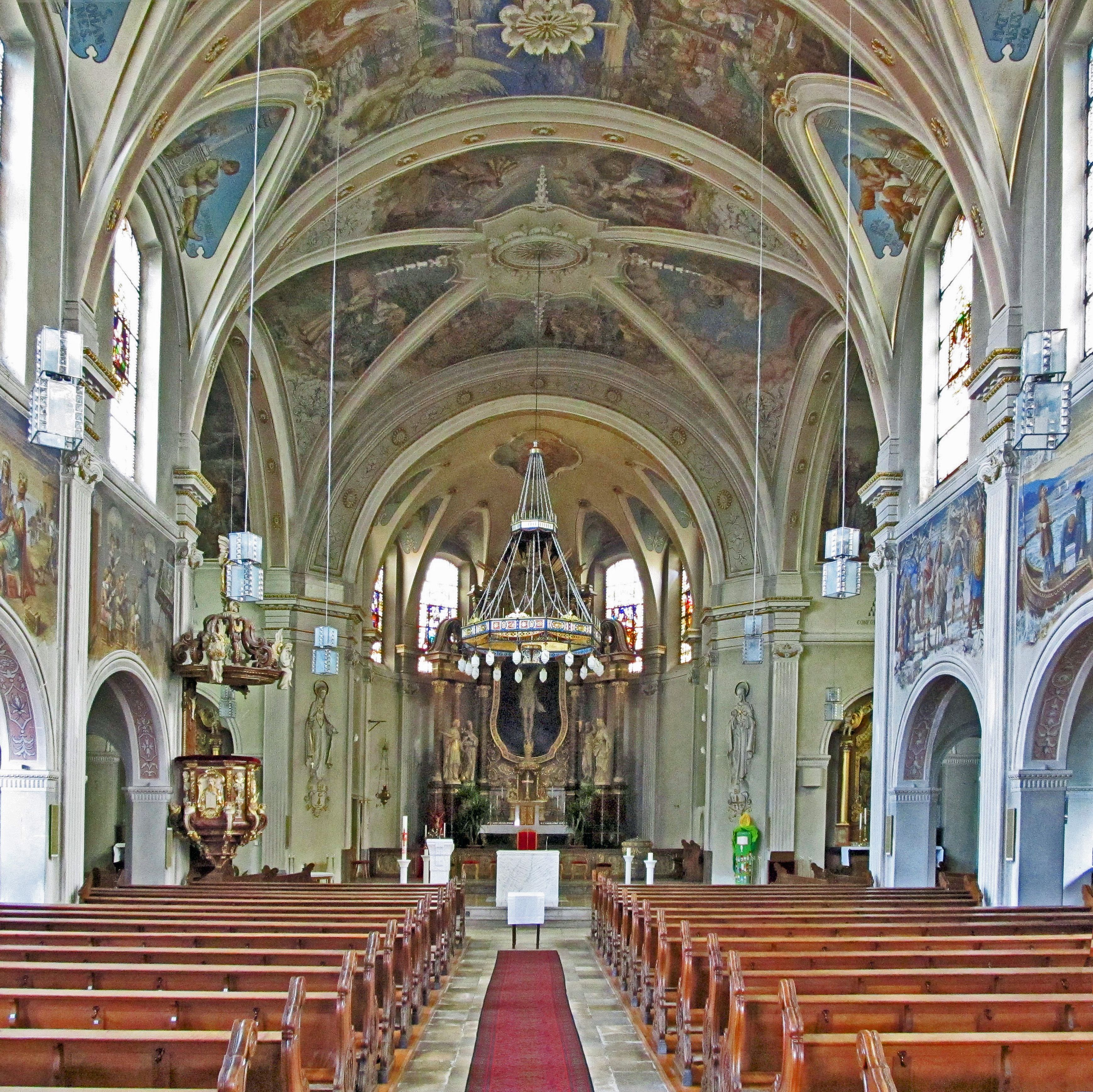
Blick ins Innere der Kirche

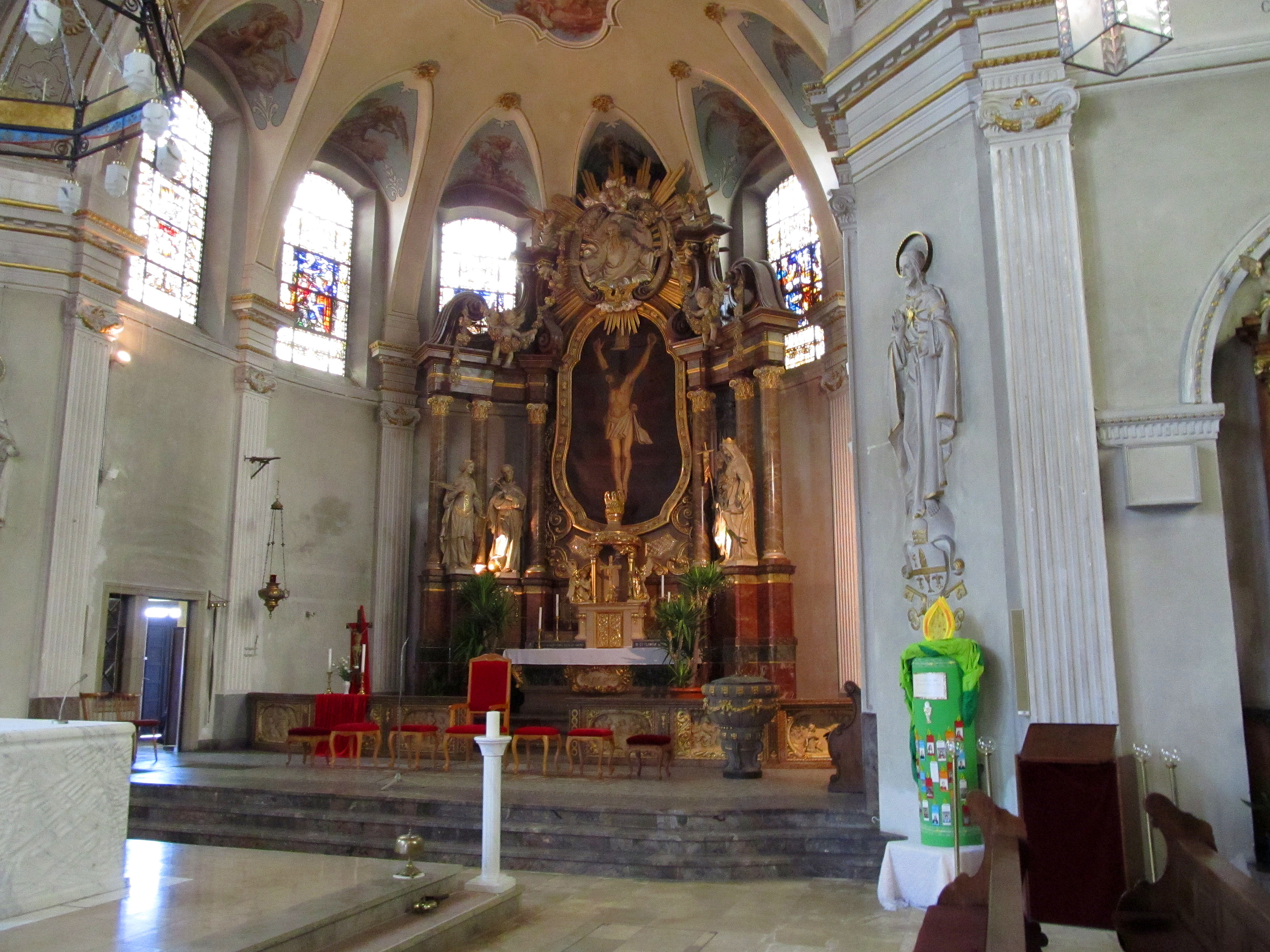
Blick in den Altarraum

Das Kirchengebäude wurde im neubarocken Stil errichtet und fasst 1500 Personen. Es ist eine dreischiffige Basilika mit vorangestelltem Turm. Erbaut wurde das Gotteshaus aus 600 000 Bausteinen.
Nachdem der Malerpastor Christoph März (Eschfeld) 1922 das Kreuzigungsgemälde für den Hochaltar anfertigte, zeichnete er auch für die Ausmalung des Innenraums in den Jahren 1923 bis 1925 verantwortlich. Bei Restaurierungsarbeiten in den 1960er Jahren wurden im Chorraum viele Bilder überstrichen.
Der Hochaltar wurde bei der Errichtung der Kirche bei dem Bildhauer Mettler (Morbach/Hunsrück) in Auftrag gegeben. Im Jahr 1916, dem Jahr der Fertigstellung der Kirche, wurde zunächst der hauptsächlich aus Marmor und Sandstein bestehende Altartisch erbaut. 1922 folgte der aus Holz konstruierte Umbau des Altares, der passend zum Unterbau marmorartig bemalt wurde.  Durch je drei Säulen links und rechts ist eine Verbindung des mittleren und des oberen Altarteiles geschaffen worden. Vor den Säulen stehen aus Lindenholz geschnitzte Statuen. Seit der Liturgiereform des Zweiten Vatikanischen Konzils steht vor den Treppen des Hochaltars die frühere 1920 fertiggestellte Kommunionbank, die vorher am vorderen Rand des Altarraumes stand. Die aus Holz geschnitzte Kommunionbank zeigt Reliefs mit Szenen aus dem Alten und Neuen Testament. Rechts vor der Kommunionbank steht das aus einem weißen Stein bestehende und mit goldfarbenen Mustern versehene Taufbecken. Es stand früher im Bereich des Hauptportals.
Die Villeroy & Boch Werkstätten (Mettlach) schufen das Altarmosaik im neobarocken Stil, das den Gnadenstrom, das Messopfer und die heiligen sieben Sakramente symbolisiert. Auch die sonstige Ausstattung im neobarocken Stil ist weitgehend erhalten. Dazu zählen eine Herz-Mariä-Plastik als Hochrelief mit dem Wappen Pius XII. in echter Vergoldung und eine Herz-Jesu-Plastik als Hochrelief mit dem Wappen Leo XIII. mit echter Vergoldung in Stuck.

## Orgel

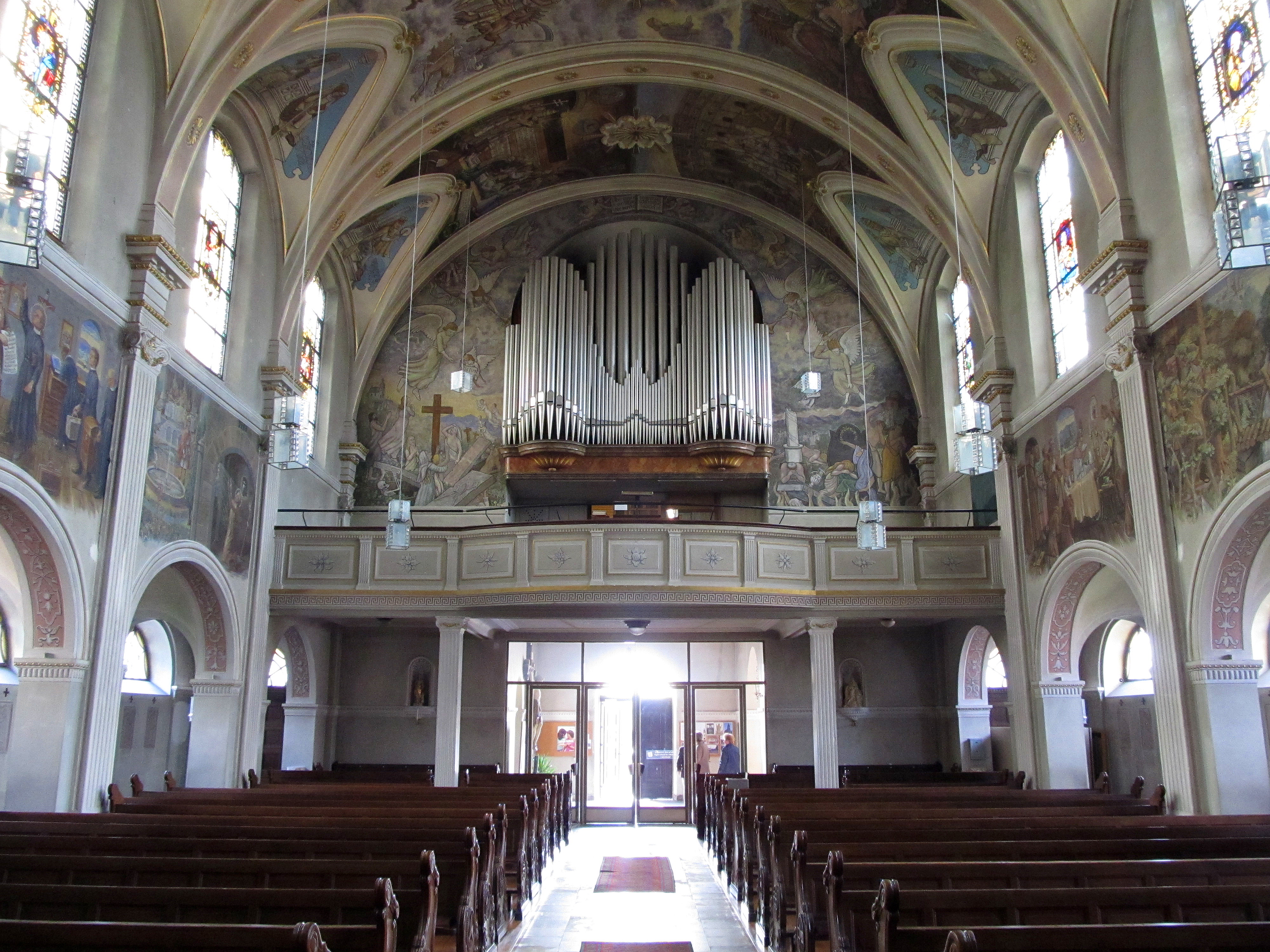
Blick zur Orgelempore

Die Orgel der Kirche wurde 1928 durch die Firma Späth Orgelbau (Mengen) erbaut. 1954 erfolgte durch die Firma Hugo Mayer (Heusweiler) eine Erweiterung um ein drittes Manual. Im Rahmen weiterer Änderungen durch die Firma Mayer, wurde die Traktur von elektropneumatisch auf elektrisch umgestellt.
1978 wurde die Orgel von der Firma Oberlinger (Windesheim) einem grundlegenden Umbau unterzogen, bei der die Spieltechnik erneuert wurde. Der vorhandene Pfeifenbestand wurde weitgehend beibehalten.
Das auf einer Empore aufgestellte Instrument verfügt über 35 Register, verteilt auf drei Manuale und Pedal. Die Disposition lautet wie folgt:
| I Hauptwerk C- |            |       |
| 1.             | Hohlpfeife | 16′   |
| 2.             | Principal  | 8′    |
| 3.             | Rohrflöte  | 8′    |
| 4.             | Octave     | 4′    |
| 5.             | Spitzflöte | 4′    |
| 6.             | Quinte     | 2 ⁄3′ |
| 7.             | Waldflöte  | 2′    |
| 8.             | Mixtur V   | 2′    |
| 9.             | Zimbel IV  |       |
| 10.            | Fagott     | 16′   |
| 11.            | Trompete   | 8′    |

| II Schwellwerk C- |            |    |
| 12.               | Principal  | 8′ |
| 13.               | Salicional | 8′ |
| 14.               | Gedackt    | 8′ |
| 15.               | Principal  | 4′ |
| 16.               | Nachthorn  | 4′ |
| 17.               | Octave     | 2′ |
| 18.               | Mixtur V   |    |
| 19.               | Schalmey   | 8′ |

| III Brustwerk C- |                |    |
| 20.              | Gedackt        | 8′ |
| 21.              | Quintatön      | 8′ |
| 22.              | Praestant      | 4′ |
| 23.              | Blockflöte     | 4′ |
| 24.              | Principal      | 2′ |
| 25.              | Sesquialter II |    |
| 26.              | Scharff IV     |    |
| 27.              | Krummhorn      | 8′ |

| Pedal C- |                |     |
| 28.      | Principal      | 16′ |
| 29.      | Subbass        | 16′ |
| 30.      | Octavbass      | 8′  |
| 31.      | Gedacktbass    | 8′  |
| 32.      | Choralbass     | 4′  |
| 33.      | Pedalmixtur IV |     |
| 34.      | Posaune        | 16′ |
| 35.      | Clairon        | 4′  |

- Koppeln: II/I, III/I, III/II, I/P, II/P, III/P
- Spielhilfen: 2 freie Kombinationen

## Glocken
Das im Salve Regina-Motiv disponierte Bronzeglockengeläut wurde 1953 von der Glockengießerei Mabilon in Saarburg gegossen. Aktuell hängen die Glocken auf Holzjochen in einem großen und übersichtlichen Glockenstuhl aus Stahl. Das volle Geläut erklingt zu Hochfesten, samstagabends um 18:05 Uhr zum Einläuten des Sonntags und zu besonderen liturgischen Anlässen. Mit den Glocken 3 und 2 ertönt in der angegebenen Reihenfolge die Viertelstundenschläge, während die große Glocke zur vollen Stunde schlägt und die 3x3-Schläge tätigt. Der tägliche Angelus, der nach den 3x3-Schlägen erfolgt, wird mit der kleinsten Glocke geläutet.
| Nr. | Ton  | Gussjahr | Gießer, Gussort   | Gewicht (kg) | Durchmesser (cm) |
| --- | ---- | -------- | ----------------- | ------------ | ---------------- |
| 1   | des1 | 1953     | Mabilon, Saarburg | 2100         | 150              |
| 2   | f1   | 1953     | Mabilon, Saarburg | 950          | 118              |
| 3   | as1  | 1953     | Mabilon, Saarburg | 600          | 98               |
| 4   | b1   | 1953     | Mabilon, Saarburg | 400          | 88               |

## Wallfahrt

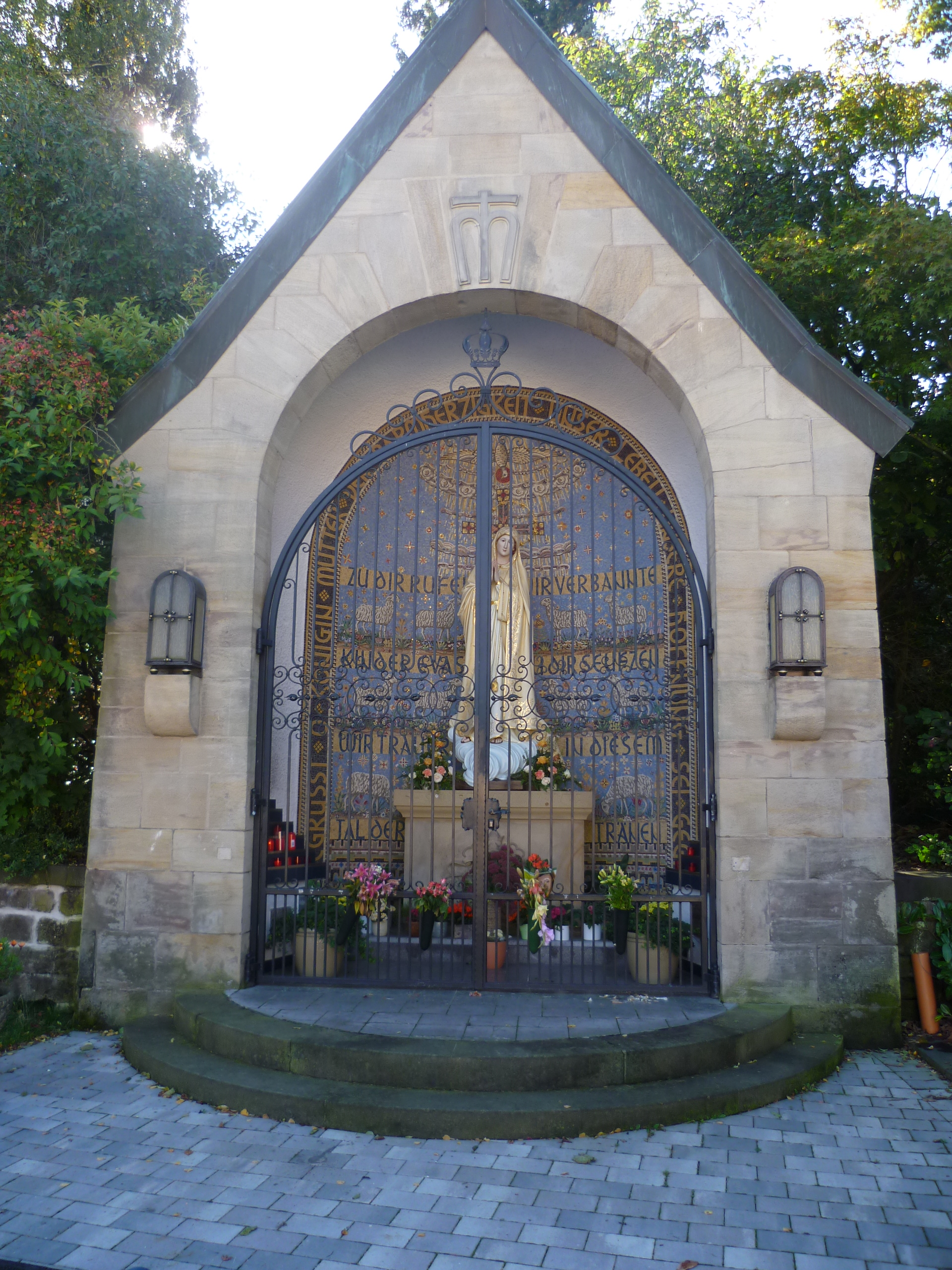
Marienkapelle auf dem Platz vor der Kirche

Nach Ausbruch des Zweiten Weltkrieges legte die Gemeinde 1939 ein Gelübde ab, der Muttergottes ein Heiligtum zu errichten, wenn sie die Heimat nicht verlassen müsse und das Gotteshaus und die Häuser der Wiebelskircher den Krieg überstehen würden. Am 13. Mai 1950 wurde mit der Errichtung einer ersten Marienkapelle auf dem Platz vor der Kirche die Erfüllung des Gelübdes vorbereitet. In dieser Kapelle wurde in einem Triumphzug eine in Portugal bestellte Fátima-Statue aus Zedernholz des portugiesischen Künstlers Antonio Alves Braga aufgestellt. Am 13. Mai 1951 wurde die Fatimastatue durch den päpstlichen Visitator Schulien feierlich gekrönt und aus der ursprünglichen Gebetsstätte entstand somit die jüngste Wallfahrtsstätte im Saarland. Seitdem ist der 13. Tag in den Monaten Mai bis Oktober Wallfahrtstag.